# Setaria corrugata
Setaria corrugata är en gräsart som först beskrevs av Stephen Elliott, och fick sitt nu gällande namn av Schult.. Setaria corrugata ingår i släktet kolvhirser, och familjen gräs. Inga underarter finns listade i Catalogue of Life.